# Antykapitalizm

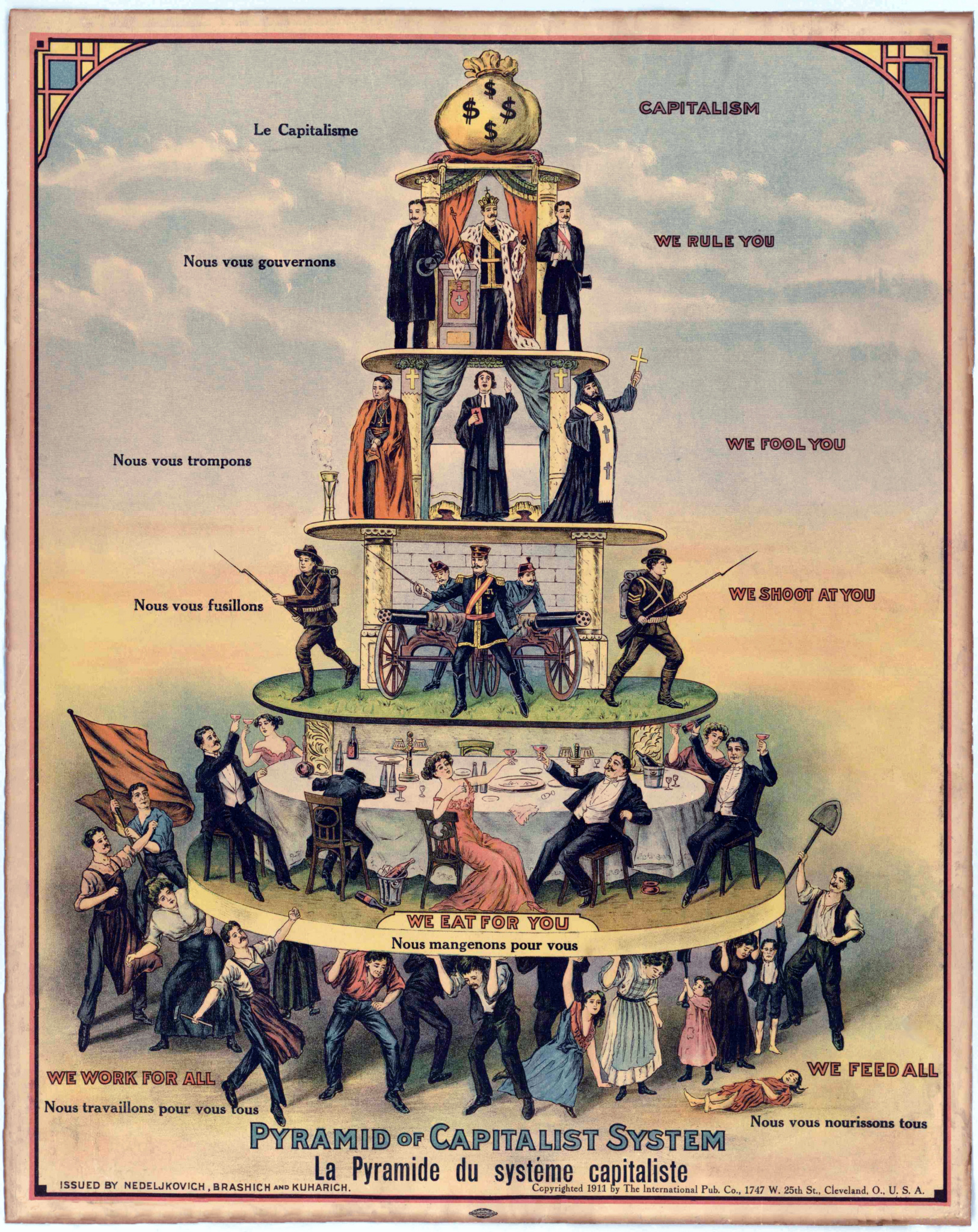
Grafika Piramida systemu kapitalistycznego (1911) stworzona przez związek zawodowy Robotnicy Przemysłowi Świata

Antykapitalizm – termin oznaczający sprzeciw wobec kapitalizmu. Ściślej, odnosi się do osób i organizacji zabiegających o zastąpienie go innym systemem. Pojęcie antykapitalizmu związane jest z wieloma ideologiami bądź ruchami, nierzadko walczących również między sobą. Pewne postawy ideologiczne dążą jedynie do częściowego zniesienia kapitalizmu, inne do jego całkowitej likwidacji.

## Socjalizm
Socjaliści twierdzą na ogół, że kapitalizm koncentruje władzę i bogactwo w małej grupie społecznej, która kontroluje środki produkcji i czerpie bogactwo poprzez system wyzysku. Tworzy to – ich zdaniem – warstwowy system społeczny oparty na nierównych stosunkach społecznych, niezapewniających równych szans dla każdego człowieka; ów system chce zmaksymalizować swój potencjał i nie wykorzystuje dostępnych technologii oraz środków w interesie społeczeństwa. Socjalizm deklaruje, że kapitalizm jest złym systemem ekonomicznym, gdyż w dużej mierze służy interesom właściciela kapitału i wiąże się z wykorzystaniem pracowników. Aby to zmienić, chce zastąpić go innym systemem lub znacznie zmodyfikować drogą reform (reformizm), co ma na celu stworzenia bardziej sprawiedliwego społeczeństwa, gwarantującego lepsze standardy życiowe.

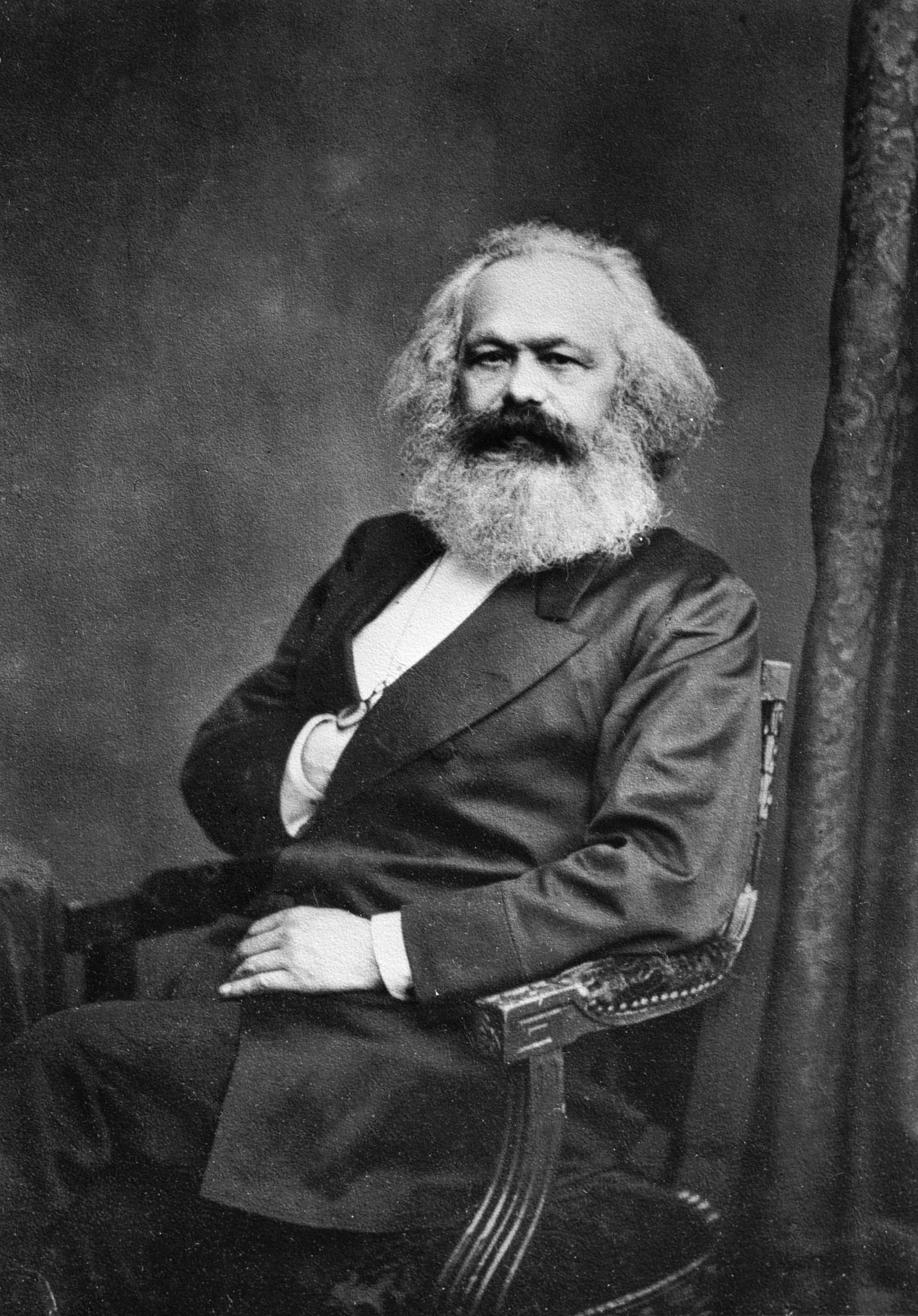
Karol Marks, przez wielu uważany za jednego z ojców założycieli myśli antykapitalistycznej

Socjalizm jest teorią i polityką organizacji społecznej, która popiera własność i demokratyczną kontrolę środków produkcji przez pracowników bądź społeczność jako całość, a także zarządzanie nimi lub dystrybucję w interesie wszystkich. Socjaliści opowiadają się za spółdzielniami pracowniczymi/gospodarką wspólnotową lub za sektorami gospodarki z demokratyczną kontrolą społeczeństwa bądź państwa, chociaż istniały pewne nurty wykluczające demokratyczną kontrolę. Własność „państwowa” lub „spółdzielcza” stoi w fundamentalnej opozycji do „prywatnej” (nie należy jej mylić z własnością osobistą) własności środków produkcji, która jest cechą charakterystyczną systemu kapitalistycznego. Większość socjalistów argumentuje, że kapitalizm koncentruje władzę, bogactwo i zyski wśród niewielkiej części społeczeństwa, która kontroluje kapitał i czerpie bogactwo z wyzysku.
Socjaliści argumentują, że akumulacja kapitału generuje marnotrawstwo m.in. poprzez zjawisko efektów zewnętrznych, które wymagają kosztownych naprawczych środków regulacyjnych. Wskazują również, że proces ten tworzy szkodliwe branże i praktyki (np. agresywna reklama), które istnieją wyłącznie aby generować sztuczny popyt na produkty powstałe wyłącznie dla zysku; w ten sposób kapitalizm często kreuje, a nie zaspokaja popyt ekonomiczny. System ten polega na irracjonalnej działalności, takiej jak kupowanie towarów tylko w celu sprzedaży w późniejszym czasie, gdy ich cena wzrośnie, a nie w celu konsumpcji, nawet jeśli towaru nie można sprzedać z zyskiem potrzebującym; argumentują, że zarabianie pieniędzy lub akumulacja kapitału nie odpowiada zaspokojeniu popytu.
Własność prywatna nakłada ograniczenia na planowanie, prowadząc do trudnych decyzji ekonomicznych, które skutkują niemoralną produkcją, bezrobociem i ogromnym marnotrawstwem zasobów materialnych w czasie kryzysu nadprodukcji. Według socjalistów prywatna własność środków produkcji staje się przestarzała, gdy koncentrują się w scentralizowanych, uspołecznionych instytucjach opartych na prywatnym przywłaszczaniu dochodów (ale opartych na pracy spółdzielczej i wewnętrznym planowaniu alokacji nakładów), aż rola kapitalisty stanie się zbędna. Bez potrzeby akumulacji kapitału i klasy właścicieli prywatna własność środków produkcji postrzegana jest jako przestarzała forma organizacji gospodarczej, którą należy zastąpić swobodnym zrzeszaniem się jednostek w oparciu o publiczną lub społeczną własność aktywów. Socjaliści postrzegają stosunki własności prywatnej jako ograniczające potencjał sił wytwórczych w gospodarce.
Wcześni socjaliści (socjaliści utopijni i ricardiańscy) krytykowali kapitalizm za koncentrację władzy i bogactwa w niewielkiej grupie społeczeństwa oraz za niewykorzystywanie dostępnej technologii i zasobów w największym możliwym stopniu w interesie społecznym.

## Marksizm
Karol Marks postrzegał kapitalizm jako etap historyczny, niegdyś postępowy, który ostatecznie uległ stagnacji z powodu wewnętrznych sprzeczności i zostanie ewentualnie zastąpiony przez socjalizm. Marks twierdził, że kapitalizm był niczym więcej niż niezbędnym krokiem naprzód dla postępu człowieka, który następnie musiał stawić czoła rewolucji politycznej, zanim objął społeczeństwo bezklasowe.

## Socjaldemokracja
Nowoczesny ruch socjaldemokratyczny powstał w wyniku podziału w ruchu socjalistycznym. Podział ten można opisać jako konflikt między tymi działaczami, którzy namawiali do rewolucji jako metody realizacji programu socjalistycznego i tych, którzy utrzymywali, że zmiany te mogą być wprowadzane stopniowo. Jednym z najważniejszych twórców współczesnej socjaldemokracji był Eduard Bernstein, będący zwolennikiem socjalizmu i reformatorskiego marksizmu. Krytycy Bernesteina określali go mianem „rewizjonisty”, jego przeciwnicy określali się jako „ortodoksyjni marksiści”. Sam Bernstein deklarował jednak, że jego poglądy są w pełni zgodne z filozofią Karola Marksa i Fryderyka Engelsa, zwłaszcza w okresie gdy Marks i Engels uznali, że socjalizm powinien zostać osiągnięty poprzez użycie demokratyczno-parlamentarnych środków. Rewizjoniści krytykowali ortodoksyjnych marksistów, a zwłaszcza Karla Kautskiego, który pominął wspomnianą przez Marksa konieczność rozwoju kapitalizmu w celu zastąpienia go socjalizmem oraz zbyt idealistycznie traktował tezę o państwie socjalistycznym.
W latach 50., 60. i 70. większość zachodnioeuropejskich partii socjaldemokratycznych, w tym Socjaldemokratyczna Partia Niemiec (w 1959), porzuciło oficjalnie ideologię marksistowską, określając się jako partie demokratycznego socjalizmu. We Włoszech dla przykładu, w 1947, została założona Włoska Partia Socjaldemokratyczna.
W 1951 powstała Międzynarodówka Socjalistyczna, która według deklaracji skupiała partie, które socjalistyczne poglądy wyniosły z doktryny marksizmu, humanizmu lub innych idei. Międzynarodówka potępiła zarówno kapitalizm, jak i bolszewicki komunizm jako niezgodny z marksizmem (artykuły 7, 8 i 9 deklaracji). Socjaldemokracja po 1951 wspierała gradualistyczny wariant socjalizmu. Socjaldemokraci dalej przekonywali o tym, że reformy demokratyczne w gospodarkach kapitalistycznych mogą w końcu odnieść sukces w postaci budowy gospodarki socjalistycznej, odrzucając przy tym próby wprowadzenia socjalizmu drogą rewolucyjną. Gradualizm spowodował spory między różnymi grupami lewicowymi, które protestowały przeciwko takiej polityce, oskarżając socjaldemokrację o przyjęcie wartości społeczeństwa kapitalistycznego. Z czasem doszło do kolejnych podziałów między tymi, którzy nadal uważali, że należy znieść kapitalizm (bez rewolucji) i zastąpić go demokratycznym systemem socjalistycznym, i tych, którzy uważali, że kapitalistyczny system może zostać zachowany. Ci drudzy postulowali reformy takie jak nacjonalizacja dużych przedsiębiorstw, realizacje programów społecznych (powszechna opieka zdrowotna, edukacja polityczna), jak i częściowa redystrybucja bogactwa poprzez progresywne opodatkowanie.

## Syndykalizm

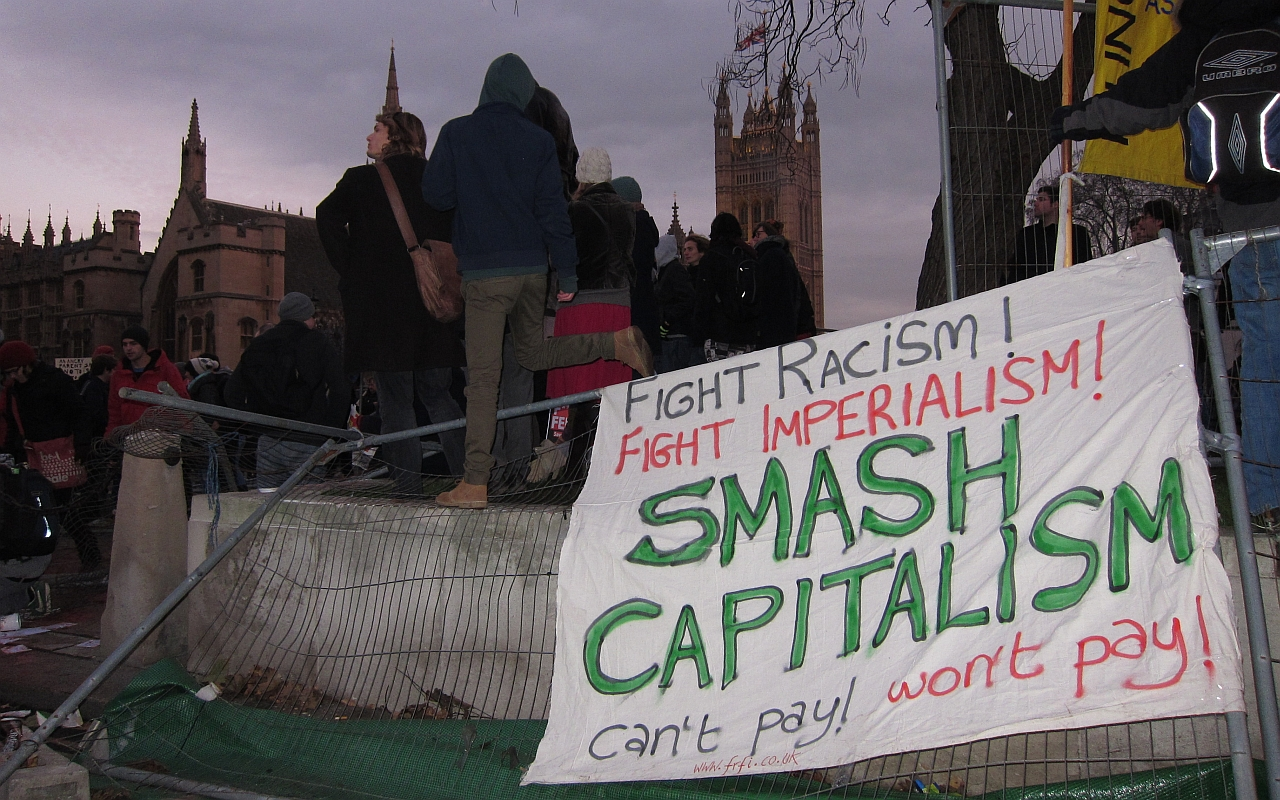
Studencki protest pod hasłem „Smash Capitalism” („Zniszczyć kapitalizm”)

Syndykalizm nie był ruchem jednolitym organizacyjnie i programowo. W jego obrębie wyróżnić można było dwa nurty: reformistyczny i rewolucyjny. Ten pierwszy nie kwestionował kapitalistycznej organizacji społeczeństwa i dążył jedynie do poprawy warunków życia zrzeszonych w nim członków. Rewolucyjny syndykalizm, powstały w łonie francuskich związków zawodowych, za cel stawiał sobie natomiast przekształcenie systemu społecznego przy pomocy związków zawodowych. Miały one, mobilizując wpierw masy, doprowadzić do obalenia kapitalizmu, a po rewolucji być podstawą nowego ładu gospodarczego i administracyjnego.
Marek Waldenberg zwraca uwagę, że doktryna rewolucyjnego syndykalizmu i ruch z nią związany jest w literaturze często określany mianem anarchosyndykalizmu. Uważa on, że jest to niepoprawne i unika nazwy „anarchosyndykalizm”, konsekwentnie używając pojęcia „rewolucyjny syndykalizm”. Argumentuje on m.in., że to właśnie tej drugiej nazwy używali współtwórcy i zwolennicy tej doktryny. Ta pierwsza była wykorzystywana zaś pierwotnie przez krytyków i miała charakter polemiczny. Stwierdza ponadto, co jest szczególnie istotne, że oba określenia nie są tożsame – syndykalizm rewolucyjny nigdy nie był jednorodny ideologicznie.
W rewolucyjnych syndykatach ścierały się wpływy anarchizmu, blankizmu i innych odmian socjalizmu, które w związkach zawodowych widziały narzędzie walki proletariatu z ustrojem kapitalistycznym.

## Anarchizm i wolnościowy socjalizm

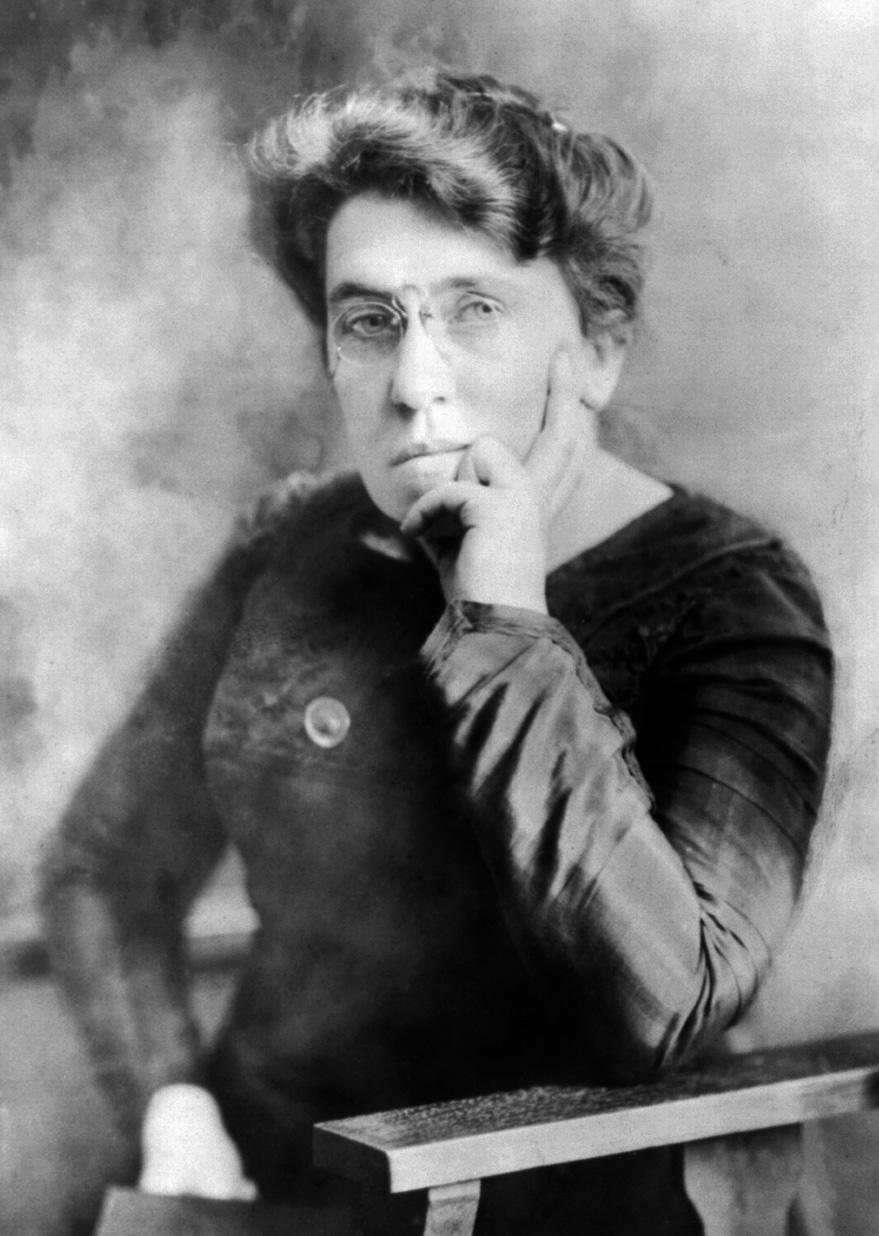
Emma Goldman potępiła niewolnictwo najemne, mówiąc: „Jedyna różnica polega na tym, że jesteście najemnymi niewolnikami zamiast niewolnikami własnościowymi”

Dla wpływowego niemieckiego indywidualistycznego filozofa-anarchisty Maxa Stirnera własność prywatna jest „zjawą”, które „żyje dzięki łasce prawa” i „staje się tylko na mocy prawa”. Innymi słowy, własność prywatna istnieje wyłącznie „dzięki ochronie państwa i dzięki łasce państwa”. Przyznając, że potrzebuje ona państwowej ochrony, Stirner jest także świadomy, że „nie robi żadnej różnicy »dobrym obywatelom« to, kto ich chroni i jakie wyznaje zasady, czy to jest król, monarcha absolutny, czy też monarcha konstytucyjny, czy republika, byleby tylko znajdowali się oni pod ochroną. A jakie są te ich zasady, czego obrońców oni zawsze »kochają«? (…) obrońców mienia przynoszącego zyski (…) działającego kapitału (…)”. Natomiast francuski anarchista Pierre-Joseph Proudhon sprzeciwiał się przywilejom rządowym, które chronią kapitalistyczne, bankowe i ziemskie interesy oraz gromadzeniu lub nabywaniu własności (i wszelkim formom przymusu, które do tego doprowadziły), które jego zdaniem utrudniają konkurencję i utrzymują bogactwo w rękach nielicznych. Hiszpański anarchista indywidualista Miguel Giménez Igualada widział:

kapitalizm [jako] efekt rządu; zniknięcie rządu oznacza, że kapitalizm spada z piedestału przyprawiając o zawrót głowy... To, co nazywamy kapitalizmem, nie jest czymś innym, ale produktem państwa, w którym jedyną rzeczą, która jest popychana do przodu, jest zysk, dobry lub źle zdobyty. Tak więc walka z kapitalizmem jest bezsensownym zadaniem, ponieważ czy to kapitalizm państwowy, czy kapitalizm korporacyjny, tak długo, jak istnieje rząd, będzie istniał wyzysk kapitału.

W ramach anarchizmu pojawiła się krytyka niewolnictwa najemnego, które odnosi się do sytuacji postrzeganej jako niewolnictwo quasi-dobrowolne, w której środki utrzymania danej osoby zależą od płacy, zwłaszcza gdy zależność jest całkowita i natychmiastowa. Jest to termin o negatywnych konotacjach, używany do rysowania analogii między niewolnictwem a pracą najemną poprzez skupienie się na podobieństwach między posiadaniem a wynajmowaniem osoby. Termin niewolnictwo najemne był używany do krytykowania wyzysku ekonomicznego i rozwarstwienia społecznego, przy czym pierwsze postrzegane jest przede wszystkim jako nierówna siła przetargowa między pracą a kapitałem (szczególnie, gdy pracownicy otrzymują stosunkowo niskie płace, np. w sweatshopach), a drugie jako m.in. brak samorządności pracowniczej, możliwości spełniania wyborów zawodowych czy prawa do wypoczynku. Wolnościowi socjaliści wierzą, że jeśli wolność jest ceniona, to społeczeństwo musi dążyć do systemu, w którym jednostki mają władzę decydowania o kwestiach ekonomicznych wraz z kwestiami politycznymi. Wolnościowi socjaliści dążą do zastąpienia nieuzasadnionej władzy demokracją bezpośrednią lub uczestniczącą, dobrowolną federacją i powszechną autonomią we wszystkich aspektach życia.
Wraz z nadejściem rewolucji przemysłowej myśliciele tacy jak Proudhon i Marks opracowali porównanie między pracą najemną a niewolnictwem w kontekście krytyki własności społecznej nieprzeznaczonej do aktywnego użytku osobistego. Luddyści podkreślali dehumanizację, jaką przyniosły maszyny, podczas gdy późniejsza amerykańska anarchistka Emma Goldman potępiła niewolnictwo najemne, mówiąc: „Jedyna różnica polega na tym, że jesteście najemnymi niewolnikami zamiast niewolnikami własnościowymi”. Goldman uważała, że ekonomiczny system kapitalizmu jest nie do pogodzenia z ludzką wolnością. „Jedyną rozpoznawaną przez własność potrzebą”, napisała w Anarchizm i inne eseje, „jest jej własna żarłoczna żądza pomnażania bogactwa, bogactwo oznacza bowiem władzę – moc podporządkowywania, moc pogrążania, moc wyzysku, niewolenia, znieważania i poniżania”. Argumentowała również, że kapitalizm odczłowieczył robotników, sprowadzając go do roli „zwyczajnego trybu w machinie, który ma mniej woli i decyzyjności od swego pana z żelaza i stali”.
Noam Chomsky twierdzi, że istnieje niewielka różnica moralna między niewolnictwem ruchomości a wynajmowaniem siebie właścicielowi lub „niewolnictwem najemnym”. Uważa, że jest to atak na integralność osobistą, który podważa wolność jednostki. Utrzymuje, że pracownicy powinni posiadać i kontrolować swoje miejsce pracy. Wielu wolnościowych socjalistów argumentuje, że dobrowolne stowarzyszenia na dużą skalę powinny zarządzać produkcją przemysłową, a pracownicy zachować prawo do poszczególnych produktów swojej pracy. W związku z tym socjalizm wolnościowy rozróżnia pojęcia „własności prywatnej” i „własności osobistej”. Podczas gdy „własność prywatna” zapewnia jednostce wyłączną kontrolę nad rzeczą, niezależnie od tego, czy jest ona używana, czy nie, i niezależnie od jej zdolności produkcyjnej, „posiadanie” nie daje żadnych praw do rzeczy, które nie są używane.
Oprócz monopoli „wielkiej czwórki” (ziemia, pieniądze, cła i patenty) określonej według indywidualistycznego anarchisty Benjamina Tuckera, Kevin Carson argumentuje, że państwo przekazało również bogactwo bogatym, subsydiując centralizację organizacyjną w postaci transportu i komunikacji. Uważa, że Tucker przeoczył tę kwestię ze względu na skupienie się na indywidualnych transakcjach rynkowych, podczas gdy Carson koncentruje się również na kwestiach organizacyjnych. Utrzymuje, że „kapitalizm, powstały jako nowe społeczeństwo klasowe bezpośrednio ze starego średniowiecznego społeczeństwa klasowego, został założony na bazie rabunku tak samo masowego, jak wcześniejszy feudalny podbój ziemi. Utrzymuje się do chwili obecnej dzięki nieustannej interwencji państwa w celu ochrony systemu przywilejów, bez których jego przetrwanie jest nie do pomyślenia”. Carson ukuł pejoratywny termin „wulgarny libertarianizm”, frazę opisującą użycie retoryki wolnorynkowej w obrona kapitalizmu korporacyjnego i nierówności ekonomicznych. Według Carsona termin ten wywodzi się od wyrażenia „wulgarna ekonomia polityczna”, które Karol Marks opisał jako porządek ekonomiczny, który „celowo staje się coraz bardziej przepraszający i usilnie próbuje wybić z istnienia idee które zawierają sprzeczności [istniejące w życiu gospodarczym]”.

## Współczesny antykapitalizm

### Szkoła frankfurcka
W 1923 w Niemczech powstała szkoła frankfurcka, której celem była analiza nadbudowy. Marks zdefiniował nadbudowę jako rozwarstwienie społeczne i obyczaje odzwierciedlające ekonomiczną podstawę kapitalizmu. W latach trzydziestych XX wieku szkoła frankfurcka, kierowana przez myślicieli takich jak Herbert Marcuse i Max Horkheimer, stworzyła ruch filozoficzny teorii krytycznej. Później teoretyk krytyczny Jürgen Habermas zauważył, że uniwersalność współczesnych światopoglądów stanowi zagrożenie dla zmarginalizowanych perspektyw spoza zachodniej racjonalności. Chociaż teoria krytyczna kładła nacisk na kwestie społeczne wynikające z kapitalizmu z zamiarem wyzwolenia ludzkości, nie oferowała bezpośrednio alternatywnego modelu ekonomicznego. Zamiast tego jej analiza przeniosła uwagę na wzmocnienie istniejącej dynamiki władzy poprzez sztukę rządzenia państwem i współodpowiedzialnych obywateli.

### Lata 60. i 70.
Z kolei teoria krytyczna zainspirowała postmodernistycznych filozofów, takich jak Michel Foucault, do konceptualizacji tego, jak tworzymy tożsamości poprzez interakcje społeczne. W latach sześćdziesiątych i siedemdziesiątych światowy ruch polityczny zwany nową lewicą badał, co pociąga za sobą wyzwolenie, poprzez aktywizm społeczny w imieniu tych tożsamości. Dlatego socjalistyczne ruchy krytyczne wobec kapitalizmu, rozszerzyły swój zasięg poza względy czysto ekonomiczne i zaangażowały się w ruchy antywojenne i ruchy na rzecz praw obywatelskich.
Postawy antykapitalistyczne wyraźne były również podczas maja 1968, kiedy to wykształcił się m.in. ruch sytuacjonistyczny. Rozwinięte przez nich pojęcie „spektaklu” (fr. spectacle) oznaczało model społeczeństwa, w którym demokracja jest fasadą, a społeczeństwo może być tylko widzem spektaklu, nie zaś jego czynnym uczestnikiem. Pojęcie odnosiło się do krajów „demokratycznego” kapitalizmu (tzw. spektakl rozproszony) w których jawił się on poprzez nadmiar towarów i rozwój reklamy, jak i do kapitalizmu państwowego krajów bloku wschodniego (tzw. spektakl skoncentrowany) w których opierał się on na partii.

### Alterglobalizm
Nowa krytyka kapitalizmu również rozwinęła się zgodnie ze współczesnymi obawami. Antyglobalizm i alterglobalizm sprzeciwiają się temu, co postrzegają jako szeroko zakrojony neoliberalny i prokorporacyjny kapitalizm, który rozprzestrzenił się na arenie międzynarodowej po upadku Związku Radzieckiego. Są szczególnie krytyczne wobec międzynarodowych instytucji i regulacji finansowych, takich jak Międzynarodowy Fundusz Walutowy, Światowa Organizacja Handlu czy umowy o wolnym handlu. W odpowiedzi promują autonomię suwerennych ludzi i znaczenie kwestii środowiskowych jako priorytetów nad udziałem w rynku międzynarodowym. Za przykłady współczesnych ruchów antyglobalistycznych obejmują meksykańską Zapatystowską Armię Wyzwolenia Narodowego czy rewolucję w Rożawie. Światowe Forum Społeczne, rozpoczęte w 2002, jest corocznym międzynarodowym wydarzeniem poświęconym przeciwdziałaniu kapitalistycznej globalizacji poprzez tworzenie sieci uczestniczących organizacji.

### Postwzrost
Głównym postulatem w ramach ruchu postwzrostu jest redukcja produkcji i konsumpcji. Analizując powiązania między wzrostem gospodarczym, zniszczeniem środowiska oraz kwestiami związanymi z nierównościami społecznymi, przedstawiciele nurtu argumentują, że model rozwoju światowej gospodarki oparty na nieograniczonym wzroście gospodarczym prowadzi do degradacji środowiska naturalnego, a także tworzy ogromne nierówności między bogatymi i biednymi – zarówno na poziomie państw, jak i w ramach poszczególnych społeczeństw. Zwolennicy postwzrostu opowiadają się za stworzeniem modelu socjo-ekonomicznego, którego podstawą nie jest wzrost gospodarczy i jednocześnie, w ramach którego zmniejszenie konsumpcji prowadzi do rzeczywistego wzrostu jakości życia i dobrostanu.

### Krytyka wewnątrz lewicy

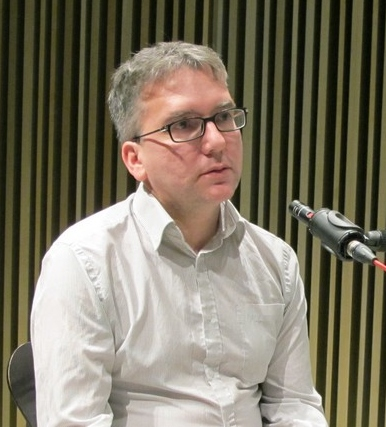
Mark Fisher uważał kapitalizm za wszechobecny, na co ukuł pojęcie „realizmu kapitalistycznego”

Według historyka Gary’ego Gerstle’a ideologiczna przestrzeń dla antykapitalizmu w Stanach Zjednoczonych znacznie się skurczyła wraz z końcem zimnej wojny i globalizacją kapitalizmu, zmuszając lewicę do „przedefiniowania radykalizmu w kategoriach alternatywnych” poprzez skupienie się na wielokulturowości i kwestii partyzanckiej wojny kulturowej, które „okazały się tymi, z którymi system kapitalistyczny mógł raczej łatwo sobie poradzić”. Brytyjski filozof Mark Fisher nazwał to zjawisko „realizmem kapitalistycznym”: „powszechne poczucie, że kapitalizm jest nie tylko jedynym realnym systemem politycznym i gospodarczym, ale także, że obecnie nie można nawet wyobrazić sobie spójnej alternatywy dla niego”. Mark Fisher nie wykluczał możliwości zaistnienia alternatywy wobec systemu kapitalistycznego, jednak zauważał jego wszechobecny charakter. Jako krytyk kultury przywoływał w tym kontekście m.in. sprzedawanie idei antykapitalistycznych w hollywoodzkich superprodukcjach.
Mark Fisher poddawał również krytyce postawę współczesnej mu lewicy, a przede wszystkim stosowaną politykę tożsamości. Prezentował ją jako strategię liberalnych elit służącą utrzymaniu się u władzy na lewicy. Liberalnej lewicy zarzucał odejście od dyskursów klasowych ku dużo łatwiej sterowalnym dyskursom tożsamościowym (rasa, orientacja seksualna, płeć społeczno-kulturowa), gdzie to najczęściej mieszkańcy dużych ośrodków decydują, czyja tożsamość jest uznawana, a kto już przekracza tolerowane granice. Zdaniem Fishera takie przesunięcie akcentów stoi w sprzeczności z lewicowymi ideałami równości i daje rządzącym monopol na moralność. Fisher zarzucał liberalnej lewicy nadmierną powagę, co miało przejawiać się tendencją wywoływania w ludziach poczucia winy. Porównywał takie zachowania do polowania na czarownice – z powodu nawet jednej niefortunnej wypowiedzi nadawana jest komuś etykieta seksisty czy transfoba.
Słoweński filozof Slavoj Žižek stwierdził natomiast: „Zachodnia poprawność polityczna („wokeness”) zastąpiła dawną walkę klas, tworząc w efekcie liberalną elitę, która twierdzi, że chroni zagrożone mniejszości rasowe i seksualne, co ma na celu odwrócenie uwagi od jej własnej uprzywilejowanej pozycji ekonomicznej i politycznej. To kłamstwo pozwala z kolei populistycznej altprawicy przedstawiać siebie jako tych, którzy bronią „zwykłych” ludzi przed wielkimi korporacjami i „trzymającymi władzę” elitami, nawet jeśli sama również zajmuje wysoką pozycję w ekonomicznej i politycznej hierarchii”.

## Antykapitalizm prawicowy
Wrogość wobec kapitalizmu spotyka się również wśród niektórych ruchów skrajnie prawicowych, w tym narodowo-radykalnych, faszystowskich i nazistowskich. Dla skrajnej prawicy kapitalizm i socjalizm to dwa wcielenia materializmu.

## Krytyka religijna
Krytyka systemu kapitalistycznego lub jego elementów jest obecna również w wielu religiach. Wynika ona jednak z dogmatów wiary, a nie postaw ideologicznych. Poniższe przykłady stanowią wyłącznie jedne z interpretacji obecnych w danych religiach.

### Islam
Wśród zakazów określonych w prawie islamskim znajdują się m.in. zakaz lichwy, czyli bogacenia się na skutek pożyczania pieniędzy na wysoki procent (zakaz ten znajduje się również w Starym Testamencie) oraz inwestowania pieniędzy w działalność, której celem jest oferowanie dóbr i usług niezgodnych z podstawowymi wartościami islamu (np. produkcja broni czy alkoholu). Inną kwestią jest religijny dogmat, według którego wszystkie rzeczy należą do Allaha, co w pewien sposób podważa kapitalistyczny fundament własności prywatnej. W islamie surowo zabroniony jest również hazard (maisir).
Niektórzy wskazują na antykapitalistyczny wydźwięk filarów islamu, jak np. jałmużna, czyli oddawanie części swoich dochodów na rzecz społeczeństwa, a w szczególności na rzecz potrzebujących.
Natomiast termin islamskiego socjalizmu został ukuty przez muzułmańskich teologów, określający bardziej uduchowioną formę socjalizmu. Islamscy socjaliści uważają, że nauki Koranu i Mahometa – szczególnie zakat – są zgodne z zasadami równości gospodarczej i społecznej. Muzułmańscy socjaliści czerpią inspirację z wczesnego ustroju Medyny ustanowionego przez Mahometa. W przeciwieństwie do zachodniego ruchu socjalistycznego (jak i chrześcijańskich demokratów), część z nich nie chce rozdziału religii od państwa, deklarując przy tym chęć budowy demokratycznych struktur państwowych. Za narodziny współczesnego socjalizmu islamskiego uznaje się początek ruchu antyimperialistycznego na Bliskim Wschodzie.
Organizacją odwołującą się do antykapitalistycznych korzeni islamu jest np. Antykapitalistyczni Muzułmanie z Turcji.

### Chrześcijaństwo
Chrześcijaństwo także zabrania lichwy, ale współczesne społeczeństwa zachodnie porzuciły tę ideę ze względu na zasadę rozdziału Kościoła od państwa, która doprowadziła do sekularyzacji społeczeństwa i wykuła system kapitalistyczny oparty na własności prywatnej i praktyce lichwy. W XIX w. funkcjonował socjalizm chrześcijański będący odłamem socjalizmu utopijnego. Współcześnie chrześcijaństwo z socjalizmem próbują połączyć teoretycy teologii wyzwolenia.
Papieskie encykliki Rerum novarum papieża Leona XIII czy Quadragesimo anno Piusa XI zawierają wyraźną krytykę wobec systemu kapitalistycznego. Obaj odnosili się jednak sceptycznie do idei socjalizmu, którego przedstawiciele często odnosili się negatywnie wobec instytucji Kościoła, co zaowocowało stworzeniem katolickiej nauki społecznej. Krytyka kapitalizmu jest również obecna w twórczości Dorothy Day, która opowiadała się za katolicką, ekonomiczną teorią dystrybucjonizmu, jaką uważała za trzecią drogę między kapitalizmem a socjalizmem. Natomiast wśród tradycjonalistycznych autorów katolickich, którzy określali się antykapitalistami i zwolennikami dystrybucjonizmu, można wymienić m.in. G.K. Chestertona, Hilaire Belloca czy Juana Manuela de Pradę.
Istnieją natomiast zwolennicy jawnie antykapitalistycznego anarchizmu chrześcijańskiego czy komunizmu chrześcijańskiego. W przypadku obu ideologii, ich przedstawiciele uznają, że anarchizm bądź komunizm są nierozerwalne i od samego początku związane z chrześcijaństwem.
W Polsce krytyczną postawę wobec kapitalizmu prezentuje wydawany przez Klub Inteligencji Katolickiej „Magazyn Kontakt”.

### Buddyzm

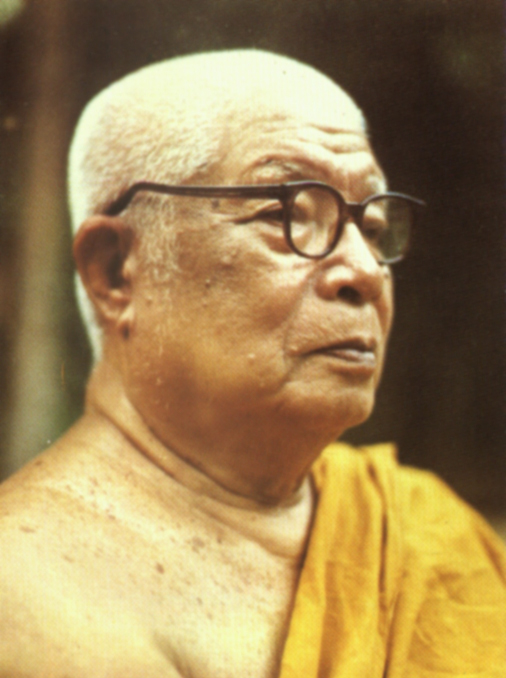
Bhikkhu Buddhadāsa, prekursor socjalizmu dhāmmicznego

Buddyzm na wielu płaszczyznach poddaje krytyce kapitalizm, jak i związany z nim konsumpcjonizm. Zgodnie z buddyjskim punktem widzenia, konsumpcja jest po prostu środkiem do dobrego samopoczucia człowieka. Jednak gdy ktoś pobłaża sobie w celu zaspokojenia pragnień, może to prowadzić do ignorancji i wzrostu cierpienia. Taki proces zwięźle opisuje Bhikkhu Bodhi ze szkoły therawada: „ignorancja przenika do naszych systemów poznawczych; wynika z serii „zniekształceń”, które infekują naszą percepcję, myślenie i poglądy. Budda wymienia cztery takie wypaczenia: pogląd, że nietrwałość jest trwała, że ból (lub cierpienie) jest przyjemny; że to, co niematerialne, jest jaźnią, a to, co niepiękne, jest piękne... W końcu... przyjmujemy poglądy... które potwierdzają błędne pojęcia trwałości, przyjemności, osobowości i piękna”.
Natomiast według Prayudha Payutto buddyzm nie neguje różnić pomiędzy ludźmi, ani tego, że ludzie preferują odmienne style życia. Komunizm, zdaniem Payutto, rościł sobie prawo do formowania ekonomicznego i duchowego wymiaru ludzkiej egzystencji; kapitalizm czyni podobnie, widząc w ludziach przede wszystkim konsumentów.
Jednym z bardziej znaczących antykapitalistycznych idei wyrosłych na gruncie buddyzmu jest socjalizm dhāmmiczny, stworzony przez tajskiego mnicha bhikkhu Buddhadāsaę w latach 70., także twórcy szkoły buddyjskiej Suan Mokkh. Buddhadasa uważał, że socjalizm jest stanem naturalnym co oznacza, że wszystkie rzeczy istnieją razem w jednym systemie:

Przyjrzyjmy się ptakom: zobaczymy, że jedzą tylko tyle pokarmu, ile mogą pomieścić ich żołądki. Nie mogą wziąć więcej; nie mają spichlerzy. Spójrz z góry na mrówki i owady: to wszystko, co potrafią. Spójrz na drzewa: drzewa wchłaniają tylko tyle pożywienia i wody, ile może pomieścić pień, i nie mogą przyjąć więcej. Dlatego system, w którym ludzie nie mogą naruszać praw innych ani grabić ich mienia, jest zgodny z naturą i występuje w sposób naturalny, i tak stało się, że społeczeństwo było jednością, dopóki drzewa nie stały się obfite, zwierzęta stały się obfite i ostatecznie na świecie pojawiła się obfitość ludzi. Wolność gromadzenia była ściśle kontrolowana przez naturę w postaci naturalnego socjalizmu.